# Trạm nghiên cứu ở Nam Cực

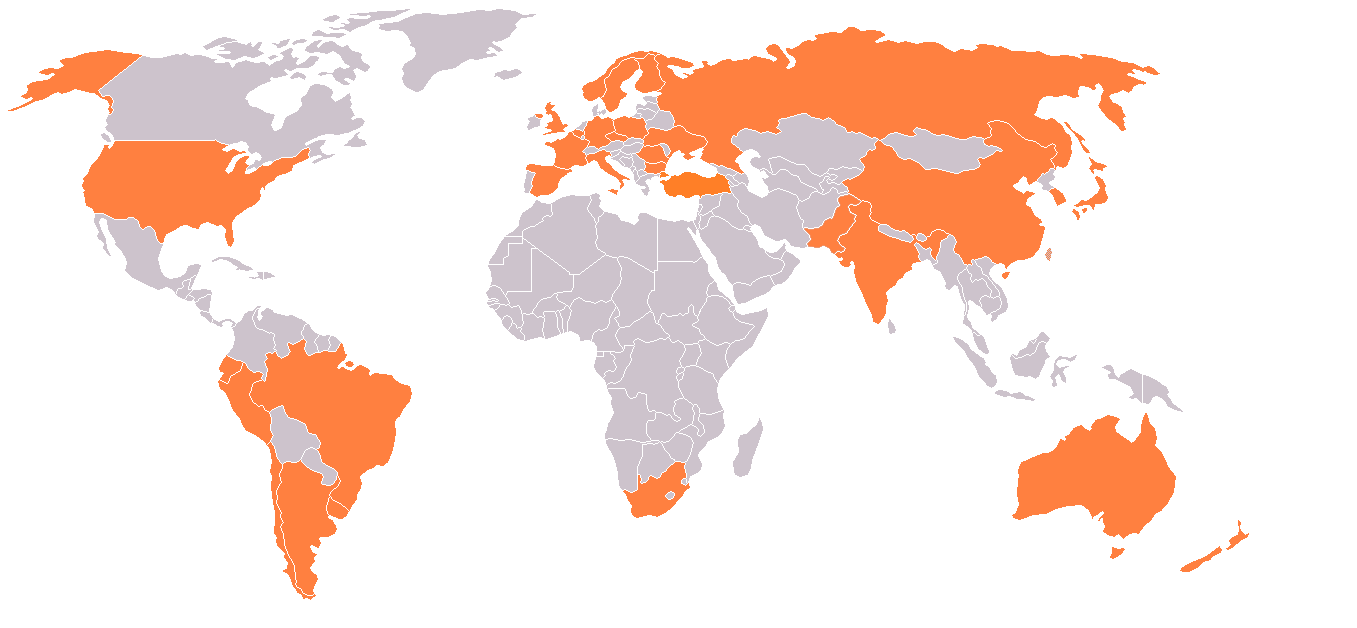
Các quốc gia có trạm nghiên cứu ở Nam Cực. Các trạm quanh năm (màu cam) và chỉ dành cho mùa hè (màu vàng)

Nhiều chính phủ đã thành lập các trạm nghiên cứu ở Nam Cực. Chúng được phần bố rộng rãi trên khắp lục địa. Không giống như trạm băng trôi được thiết lập ở Bắc Cực, trạm nghiên cứu ở Nam Cực được xây dựng cố định trên đá hoặc trên băng.
Nhiều trạm nghiên cứu có có nhân viên quanh năm. Trong số 56 bên ký kết Hiệp ước Nam Cực, tổng cộng có 55 quốc gia (tính đến năm 2023) vận hành các trạm nghiên cứu theo mùa (mùa hè) và quanh năm trên châu Nam Cực. Số lượng người tham gia thực hiện và hỗ trợ nghiên cứu khoa học trên lục địa và các đảo lân cận dao động từ khoảng 4.800 người (mùa hè) đến 1.200 người (mùa đông) Ngoài các trạm cố định này, khoảng 30 trại dã chiến được thành lập vào mỗi mùa hè để hỗ trợ các dự án cụ thể.

## Trạm hoạt động thường trực
Hoa Kỳ duy trì căn cứ ở cực nam, Trạm Nam Cực Amundsen–Scott, và căn cứ và trạm nghiên cứu lớn nhất ở Nam Cực, Trạm McMurdo. Căn cứ ở cực nam thứ hai là Trạm Kunlun của Trung Quốc tại 80°25′2″S trong mùa Hè và Trạm Vostok của Nga tại 78°27′50″S trong mùa Đông.
| Tên                                  | Vị trí                              | Quốc gia                 | Quản lý                                            | Năm Thiết lập | Tối đa Người | Số người mùa Hè | Số người mùa Đông | LOCODE | UTC offset | Nhiệt độ (°C) bình quân năm |
| ------------------------------------ | ----------------------------------- | ------------------------ | -------------------------------------------------- | ------------- | ------------ | --------------- | ----------------- | ------ | ---------- | --------------------------- |
| Amundsen–Scott South Pole            | Geographical South Pole             | Hoa Kỳ                   | Chương trình Nam Cực của Hoa Kỳ                    | 1957          | 153          | 150             | 49                | AQ AMS | +12        | −49.5                       |
| Arctowski                            | Đảo King George                     | Ba Lan                   | Viện hàn lâm khoa học Ba Lan                       | 1977          | 40           | 40              | 16                | AQ ARC | −3         | −1.6                        |
| Arrival Heights Laboratory           | Ross Island                         | New Zealand              | Antarctica New Zealand                             | 1959          |              |                 |                   | AQ     | +12        | −19.7                       |
| Artigas                              | Đảo King George                     | Uruguay                  | Viện Nam Cực Uruguay                               | 1984          | 60           | 9               | 8                 | AQ ART | −3         | −0.9                        |
| Arturo Prat                          | Đảo Greenwich                       | Chile                    | Hải quân Chile                                     | 1947          | 30           | 30              | 8                 | AQ APT | −3         | −2.0                        |
| Belgrano II                          | Coats Land                          | Argentina                | Instituto Antartico Argentino                      | 1979          | 20           | 24              | 19                | AQ BEL | −3         | −13.3                       |
| Bellingshausen                       | Đảo King George                     | Nga                      | Đoàn thám hiểm Nam Cực của Nga                     | 1968          | 40           | 40              | 20                | AQ BHN | −3         | −2.3                        |
| Bharati                              | Larsemann Hills                     | Ấn Độ                    | Trung tâm Nghiên cứu Địa cực và Đại dương Quốc gia | 2012          | 47           | 46              | 23                | AQ     | +5:30      | −10.2                       |
| Carlini                              | Đảo King George                     | Argentina                | Instituto Antartico Argentino                      | 1953          | 80           | 80              | 29                | AQ JUB | −3         | −1.6                        |
| Casey                                | Vịnh Vincennes                      | Australia                | Cục Nam Cực Australia                              | 1957          | 99           | 99              | 21                | AQ CAS | +8         | −5.9                        |
| Comandante Ferraz                    | Đảo King George                     | Brazil                   | Chương trình Nam Cực Brazil                        | 1984          | 64           | 35              | 15                | AQ CFZ | −3         | −1.8                        |
| Concordia                            | Dome C, Antarctic Plateau           | Ý · Pháp                 | Chương trình nghiên cứu Nam Cực quốc gia, IPEV     | 2005          | 80           | 70              | 13                | AQ CON | +8         | −51.7                       |
| Davis                                | Princess Elizabeth Land             | Australia                | Australian Antarctic Division                      | 1957          | 91           | 91              | 17                | AQ DAV | +7         | −7.3                        |
| Dumont d'Urville                     | Adélie Land                         | Pháp                     | IPEV                                               | 1956          | 90           | 90              | 24                | AQ DDU | +10        | −11.1                       |
| Eco-Nelson                           | Nelson Island                       | Cộng hòa Séc             | Czech Antarctic Foundation                         | 1988          | 8            | 5               | 5                 | AQ     | −3         | −2.3                        |
| Eduardo Frei and Villa Las Estrellas | King George Island                  | Chile                    | Chilean Air Force                                  | 1969          | 150          | 150             | 80                | AQ     | −3         | −2.3                        |
| Escudero                             | King George Island                  | Chile                    | Instituto Antártico Chileno                        | 1995          | 90           | 60              | 2                 | AQ ESC | −3         | −2.3                        |
| Esperanza                            | Hope Bay                            | Argentina                | Instituto Antartico Argentino                      | 1953          | 90           | 116             | 56                | AQ ESP | −3         | −4.6                        |
| GARS                                 | Cape Legoupil                       | Germany                  | German Aerospace Center                            | 1991          | 10           |                 |                   | AQ     |            | −3.9                        |
| General Bernardo O'Higgins           | Cape Legoupil                       | Chile                    | Chilean Army                                       | 1948          | 60           | 52              | 24                | AQ OHG | −3         | −3.9                        |
| Great Wall                           | King George Island                  | Trung Quốc               | Polar Research Institute of China                  | 1985          | 60           | 60              | 13                | AQ GWL | −3         | −2.5                        |
| Jang Bogo                            | Terra Nova Bay                      | Hàn Quốc                 | Korea Polar Research Institute                     | 2014          | 62           | 62              | 23                | AQ JBS | +11        | −15.1                       |
| Halley                               | Brunt Ice Shelf                     | Vương quốc Anh           | British Antarctic Survey                           | 2013          | 52           | 70              | 17                | AQ HLY | −3         | −18.5                       |
| King Sejong                          | King George Island                  | Hàn Quốc                 | Korea Polar Research Institute                     | 1988          | 68           | 68              | 22                | AQ KSG | −3         | −1.8                        |
| Maitri                               | Schirmacher Oasis                   | Ấn Độ                    | National Centre for Polar and Ocean Research       | 1989          | 65           | 45              | 25                | AQ MTR | +5:30      | −9.7                        |
| Marambio                             | Marambio Island                     | Argentina                | Instituto Antartico Argentino                      | 1969          | 165          | 165             | 70                | AQ MRB | −3         | −8.1                        |
| Mawson                               | Mac Robertson Land                  | Australia                | Australian Antarctic Division                      | 1954          | 53           | 53              | 15                | AQ MAW | +6         | −8.3                        |
| McMurdo                              | Ross Island                         | Hoa Kỳ                   | Chương trình Nam Cực Hoa Kỳ                        | 1956          | 1200         | 1000            | 153               | AQ MCM | +12        | −17.3                       |
| Mirny                                | Biển Davis                          | Nga                      | Khám phá Nam Cực Nga                               | 1956          | 50           | 50              | 25                | AQ MIR | +6         | −11.3                       |
| Neumayer III                         | Atka Bay                            | Đức                      | Viện Alfred Wegener                                | 2009          | 60           | 60              | 9                 | AQ NEU | 0          | −16.0                       |
| Novolazarevskaya                     | Queen Maud Land                     | Nga                      | Russian Antarctic Expedition                       | 1961          | 70           | 70              | 40                | AQ NOV | 0          | −10.3                       |
| Orcadas                              | Laurie Island, South Orkney Islands | Argentina                | Instituto Antartico Argentino, Hải quân Argentina  | 1903          | 65           | 35              | 17                | AQ ORC | −3         | −3.0                        |
| Palmer                               | Đảo Anvers                          | Hoa Kỳ                   | Chương trình Nam Cực của Hoa Kỳ                    | 1968          | 46           | 44              | 13                | AQ PLM | −3         | −1.8                        |
| Progress                             | Prydz Bay                           | Nga                      | Thám hiểm Nam Cực Nga                              | 1988          | 50           | 50              | 25                | AQ PRO | −5         | −9.4                        |
| Rothera                              | Adelaide Island                     | Vương quốc Anh           | Khảo sát Nam Cực của Anh                           | 1975          | 136          | 160             | 27                | AQ ROT | −3         | −5.3                        |
| San Martín                           | Barry Island                        | Argentina                | Instituto Antartico Argentino                      | 1951          | 21           | 19              | 21                | AQ SMT | −3         | −4.6                        |
| SANAE IV                             | Vesleskarvet, Queen Maud Land       | Nam Phi                  | Chương trình Nam Cực Quốc gia Nam Phi              | 1997          | 80           | 110             | 15                | AQ SNA | +2         | −16.5                       |
| Scott Base                           | Ross Island                         | New Zealand              | Antarctica New Zealand                             | 1957          | 86           | 78              | 11                | AQ SBA | +12        | −19.6                       |
| Showa                                | East Ongul Island                   | Nhật Bản                 | Viện nghiên cứu vùng cực quốc gia                  | 1957          | 130          | 170             | 40                | AQ SYW | +3         | −10.5                       |
| Troll                                | Queen Maud Land                     | Norway                   | Viện vùng Cực Na Uy                                | 1990          | 70           | 45              | 7                 | AQ TRL | 0          | −18.0                       |
| Vernadsky                            | Galindez Island                     | Ukraine · Vương quốc Anh | Trung tâm Khoa học Nam Cực Quốc gia Ukraina        | 1994          | 24           | 30              | 12                | AQ VKY | −3         | −3.3                        |
| Vostok                               | Antarctic Ice Sheet                 | Nga                      | Thám hiểm Nam Cực Nga                              | 1957          | 30           | 30              | 15                | AQ VOS | +6         | −55.2                       |
| Trung Sơn                            | Larsemann Hills, vịnh Prydz         | Trung Quốc               | Viện nghiên cứu vùng cực của Trung Quốc            | 1989          | 60           | 60              | 17                | AQ ZGN | +7         | −11.2                       |

### Các trạmcận Nam Cực
| Tên               | Vị trí                | Quốc gia       | Quản lý                               | Năm Thiết lập | Tối đa Người | Số người mùa Hè | Số người mùa Đông | LOCODE | UTC offset | Tọa độ                                            | Hoạt động |                                 |
| ----------------- | --------------------- | -------------- | ------------------------------------- | ------------- | ------------ | --------------- | ----------------- | ------ | ---------- | ------------------------------------------------- | --------- | ------------------------------- |
| Alfred Faure      | Île de la Possession  | Pháp           | Viện vùng Cực Pháp                    | 1963          |              | 45              | 24                | TF     | +5         | 46°25′56″N 51°51′30″Đ / 46,43222°N 51,85833°Đ     | 5.3       | Khí tượng, địa chấn, sinh học   |
| Bird              | Bird Island           | Vương quốc Anh | British Antarctic Survey              | 1957          |              | 10              | 4                 | GS     | −2         | 54°00′30″N 38°03′06″T / 54,008333°N 38,051667°T   | −0.2      | Nghiên cứu chim và hải cẩu      |
| Campbell          | Campbell Island       | New Zealand    | MetService                            | 1946          |              | 0               | 0                 | NZ     | +12        | 52°33′04″N 169°09′04″Đ / 52,550973°N 169,150981°Đ | 7.0       | Khí tượng, không người          |
| Gough             | Đảo Gough             | Nam Phi        | Cục thời tiết Nam Phi                 | 1956          |              | 10              | 10                | SH TDC | 0          | 40°20′58″N 9°52′49″T / 40,349353°N 9,880367°T     | 11.5      | Khí tượng học                   |
| King Edward Point | King Edward Point     | Vương quốc Anh | Khảo sát Nam Cực Anh                  | 1950          |              | 22              | 12                | GS     | −2         | 54°17′00″N 36°29′42″T / 54,283333°N 36,495°T      | 1.6       | Hỗ trợ đánh bắt cá bền vững     |
| Macquarie         | Macquarie Island      | Australia      | Cục Nam Cực Australia                 | 1948          |              | 40              | 16                | AU MQI | +10        | 54°29′56″N 158°56′20″Đ / 54,498889°N 158,938889°Đ | 4.9       | Khí tượng, sinh học             |
| Marion            | Prince Edward Islands | Nam Phi        | Chương trình Nam Cực Quốc gia Nam Phi | 1948          |              | 18              | 18                | ZA     | +3         | 46°52′32″N 37°51′31″Đ / 46,87546°N 37,85854°Đ     | 5.5       | Khí tượng, sinh học             |
| Norvegia          | Bouvet Island         | Na Uy          | Viện vùng Cực Na Uy                   | 1927          |              | 6               | 0                 | NO     |            | 54°24′25″N 3°17′16″Đ / 54,407052°N 3,287791°Đ     | -1        | Khí tượng                       |
| Port-aux-Français | Kerguelen Islands     | Pháp           | Viện vùng Cực Pháp                    | 1963          |              | 120             | 45                | TF PFR | +5         | 49°21′00″N 70°13′08″Đ / 49,35°N 70,218889°Đ       | 5.2       | Khí tượng, địa vật lý, sinh học |